# Mycena minutula
Mycena minutula är en svampart som beskrevs av Peck 1872. Mycena minutula ingår i släktet Mycena och familjen Mycenaceae.   Inga underarter finns listade i Catalogue of Life.